# Saison 4 de Black Mirror
Chronologie
Saison 3 de Black Mirror Saison 5 de Black Mirror
Cet article présente les épisodes de la quatrième saison de la série télévisée britannique Black Mirror.

## Saison 4 (2017)

### Épisode 1:USS Callister
- France : 29 décembre 2017 sur Netflix

- Jesse Plemons (VF : Laurent Pasquier) : Robert Daly
- Cristin Milioti (VF : Justine Hostekint) : Nanette Cole
- Jimmi Simpson (VF : Damien Laquet) : James Walton
- Michaela Coel (VF : Hélène Pierre) : Shania Lowry
- Billy Magnussen (VF : Michaël Maïnö) : Valdack
- Milanka Brooks (VF : Amandine Longeac) : Elena Tulaska
- Osy Ikhile (VF : Jérôme Fonlupt) : Nate Packer
- Paul G. Raymond (VF : Julien Rampon) : Kabir Dudani
- Hammed Animashaun : le livreur de pizzas
- Tom Mulheron : Tommy
- Aaron Paul (VF : Fabien Albanese) : Gamer691, voix

À bord de l'USS Callister, le capitaine Robert Daly de Space Fleet traque le barbare Valdack avec son équipage à travers la galaxie. Ses victoires et son sens de l'honneur lui valent l'admiration de son équipe.

Dans le monde réel, Robert Daly est le créateur du jeu vidéo en ligne Infinity, développé par la société qu'il a cofondée, Callister Inc., mais ses propres employés le considèrent avec mépris. Une nouvelle employée, Nanette Cole, fait ses premiers pas chez Callister, fascinée par les talents de codeur de Daly.

Elle découvre que Daly est un grand fan de Space Fleet, une série télévisée de science-fiction des années 1960, mais elle est vite ramenée à son poste par James Walton, le cofondateur de Callister, pour achever la mise à jour qui doit avoir lieu avant Noël.

Chaque soir, de retour chez lui, Daly se connecte via interface neurale à une copie modée de Infinity, recréant l'ambiance de Space Fleet et où chaque membre d'équipage est basé sur un collègue que Daly traite selon son bon vouloir.

Quand Daly entend au détour d'une conversation des collègues suggérant à Cole de se tenir loin de lui, il dérobe un gobelet de café de la jeune femme et utilise son ADN pour recréer une double numérique dans sa copie d'Infinity.

Cette copie s'éveille dans le vaisseau avec tous les souvenirs de l'originale, découvrant que l'équipage a subi le même sort et accepté de jouer selon les règles de Daly, qui se connecte au jeu pour libérer sa frustration du monde réel sur les doubles numériques, terminant ses missions contre Valdack par une ovation forcée et un baiser avec toutes les membres féminines de l'équipage. Le double de Cole tente alors de résister mais Daly, qui a tout pouvoir, est capable de modifier les corps numériques pour les torturer et les forcer à obéir à ses règles.

Le double de Cole tente alors, en piratant le jeu, d'envoyer un message à elle-même, mais la Cole réelle prévient Daly, qui a compris la manœuvre et la dissuade de répondre. En conséquence, il transforme dans le jeu le clone de Lowry, qui protégeait la nouvelle venue, en monstre. Cole refuse d'abandonner mais Walton essaie de l'en dissuader, car il sait que Daly n'a aucune limite à sa mégalomanie et sa cruauté. En effet, ce dernier avait par le passé été jusqu'à utiliser l'ADN de son fils pour l'insérer dans le jeu afin de le tuer volontairement, traumatisant ainsi Walton et le forçant à incarner son personnage dans le jeu.

Cole voit un trou de ver apparaître dans l'espace, matérialisation du patch de mise à jour installé sur la copie privée de Daly ; elle y voit une porte de sortie, possiblement leur destruction, mais ils seraient libérés de Daly. Quand Daly se connecte, Cole crée une fausse mission pour le distraire et permettre aux autres de contacter la Cole du monde réel, en la faisant chanter avec des photos dénudées stockées sur son cloud (dont le double avait le mot de passe). Ils appellent ensuite un livreur de pizza, offrant une diversion pour que la vraie Cole récupère les échantillons d'ADN stockés dans un petit frigo à côté de son ordinateur.

### Épisode 2:Archange
Pour les articles homonymes, voir Archange (homonymie).
- France : 29 décembre 2017 sur Netflix

- Rosemarie DeWitt : Marie Sambrell
- Brenna Harding (VF : Sarah Cornibert) : Sara Sambrell
- Owen Teague : Ryan "Trick" Trebecki
- Angela Vint : l'anesthésiste
- Jason Weinberg : le chirurgien
- Nicholas Campbell : Russ Sambrell
- Aniya Hodge : Sara à 3 ans
- Sabryn Rock : Pippa
- Jenny Raven : Jasmine
- Paul Braunstein (VF : Fabien Albanese) : Anthony
- Sarah Abbott : Sara à 9 ans
- Nicky Torchia : Trick à 12 ans
- Mckayla Twiggs : Meryl à 9 ans
- Matt Baram (VF : Marc Wilhelm) : Dr. Usborne
- Abby Quinn : Meryl
- Michelle Giroux : la professeure d'anglais

Mère célibataire, Marie donne naissance à une fille, Sara, qu'elle va élever avec son père Russ. Alors qu'elle a 3 ans, Sara disparaît durant un après-midi pendant une sortie au parc. Elle est retrouvée quelques minutes plus tard. Pour ne plus avoir à revivre un tel événement, Marie accepte de participer à un essai gratuit pour ArkAngel, une technologie visant à implanter une micro-puce dans le cerveau des enfants, permettant aux parents de contrôler leur santé, de les localiser et filtrer les facteurs de stress à travers une tablette. Après hésitation, Marie utilise les filtres, mais Russ voit le dispositif d'un mauvais œil.
Marie surveille ainsi sa fille à distance, voyant également, pendant qu'elle travaille, son père faire une crise cardiaque devant Sara qui ne voit qu'une image floutée. Russ est secouru à temps. 
Sara, à 7 ans, est connue dans son école pour avoir la puce ArkAngel, qui n'a jamais été légalisée. Elle est intéressée par Trick, un camarade fasciné par la violence qui tente de lui décrire des vidéos brutales malgré les filtres. Plus tard, Sara commence à faire des dessins sanglants puis à se mutiler ; Marie surprend les gestes par sa tablette et intervient, comprenant que la puce cache à sa fille ce qu'elle fait. Un médecin révèle de grandes lacunes chez Sara quant à l'analyse des émotions, conséquence des filtres d'ArkAngel, et conseille de se débarrasser de la tablette, la puce ne pouvant être supprimée. Marie préfère ranger la tablette et désactiver les filtres, laissant sa fille libre. Arrivée à l'école, Sara annonce la nouvelle à Trick qui lui montre alors des vidéos sanglantes et de la pornographie.
Sara vit sans ArkAngel jusqu'à ses 15 ans. Un soir, elle est invitée par Trick à une soirée près d'un lac. Sara a menti sur la soirée à sa mère et quand celle-ci a des doutes, elle finit par ressortir la tablette, surprenant alors à travers les yeux de sa fille celle-ci faire l’amour avec Trick. Comme Sara continue ses cachotteries, Marie devient suspicieuse et continue d'espionner sa fille par la tablette, découvrant que Trick revend de la drogue pour avoir de l’argent et quitter la ville. En voyant Sara essayer la drogue, Marie utilise les images d'ArkAngel pour faire chanter Trick et le forcer à sortir de la vie de Sara.
Plus tard, Marie reçoit une notification ArkAngel et va à la pharmacie acheter des médicaments qu'elle verse dans le petit-déjeuner de Sara. Au lycée, Sara est prise de nausées et c'est l'infirmière qui lui révèle la nouvelle : elle était enceinte mais a pris la pilule du lendemain. Sara comprend que sa mère a agi dans son dos et retrouve la boîte de médicaments dans sa poubelle, puis la tablette avec l'historique des événements de sa vie intime visionnés par sa mère. Elle fait alors ses bagages et se prépare à fuguer, quand sa mère rentre. Sara s'emporte et se bat avec elle, la frappant au visage avec la tablette, les filtres ne lui montrant que trop tard à quel point elle a blessé Marie.

### Épisode 3:Crocodile
- France : 29 décembre 2017 sur Netflix

- Andrea Riseborough (VF : Sandra Vandroux) : Mia Nolan
- Kiran Sonia Sawar (VF : Dany Benedito) : Shazia Akhand
- Andrew Gower (VF : Marc Wilhelm) : Rob
- Anthony Welsh : Anan Akhand
- Jamie Michie : Simon Nicholls

Alors que Rob et Mia rentrent chez eux en voiture après une nuit en boîte assez alcoolisée, Rob percute violemment un cycliste sur la route, le tuant sur le coup. Après moult supplications, il parvient à convaincre Mia de l'aider à se débarrasser du corps en le mettant dans un duvet lesté de pierres, puis en le jetant lui et son vélo dans un lac proche. 
Quinze ans plus tard, Mia, devenue architecte de renom, heureuse en ménage et mère d'un enfant, est en déplacement pour donner une conférence. Rob, sobre depuis quelques mois, lui rend visite à son hôtel, et lui montre une coupure de journal mentionnant le cycliste, dont la femme est toujours convaincue de le retrouver en vie. Lorsque Rob lui fait part de son intention d'écrire une lettre anonyme pour révéler la vérité, Mia prend peur et le supplie de ne pas le faire. La dispute s'envenime, les amants d'autrefois en viennent aux mains, et Mia finit par tuer Rob. Secouée par son geste, elle assiste depuis sa chambre à un accident de la route entre un piéton et un camion-drone livreur de pizzas, avant de refermer les rideaux. Mia loue alors une vidéo pornographique sur le service VOD de l'hôtel pour se constituer un alibi, avant de descendre le corps de Rob dans sa voiture et de s'en débarrasser dans l'évacuation géothermique d'un bâtiment conçu par son entreprise.
Le lendemain, le piéton accidenté contacte sa compagnie d'assurance, qui lui envoie Shazia, une experte. Son travail d'enquête consiste également à utiliser le remémorateur, un dispositif autrefois utilisé exclusivement par la police, conçu pour scanner les souvenirs du plaignant et vérifier la légitimité de sa plainte, bien que les souvenirs soient considérés comme non fiables car trop subjectifs. Cependant, Shazia pense pouvoir constituer un dossier solide en recoupant les souvenirs de plusieurs témoins de l'accident, et se lance à leur recherche via la reconnaissance faciale. Son enquête piétine, car aucun témoin n'a de souvenir fiable de l'accident, mais l'un d'entre eux se rappelle avoir vu Mia à sa fenêtre assister à la scène. Shazia pense donc que le témoignage de Mia pourra compléter son dossier, ce qui permettra à sa compagnie d'assurance de poursuivre l'entreprise propriétaire du camion-drone pour négligence caractérisée (la caméra embarquée de ce dernier était en panne).
Lorsque Shazia rend visite à Mia, celle-ci admet avoir vu la scène, mais se montre méfiante face à l'insistance de Shazia à utiliser son remémorateur sur elle. Shazia suppose que la méfiance de Mia est due au visionnage du film pornographique, mais fait savoir que le sondage dans le cadre d'une enquête — bien que strictement confidentiel — est nécessaire, et que dans le cas d'un refus, la police prendrait le relais de manière moins complaisante. Mia survole et accepte les conditions générales d'utilisation, puis tente de gagner du temps en préparant un café et en se persuadant d'une histoire (où elle était seule dans sa chambre d'hôtel). Malgré cela, le sondage révèle également des flashes des meurtres de Rob et du cycliste. Shazia, gardant son calme tant bien que mal, tente de partir, mais Mia l'intercepte, l'assomme et l'attache dans sa remise. Shazia a beau jurer qu'elle ne dira rien et qu'elle effacera les images après sa libération, Mia refuse de la laisser repartir. Elle utilise le remémorateur sur sa victime et apprend que son mari, Anan, savait pour la visite de sa femme. Mia tue donc Shazia, prend sa voiture pour se rendre à son domicile et tue Anan dans son bain. Elle se rend alors compte que l'enfant en bas âge de Shazia est présent, et qu'il a vu son visage... Mia, hésitante, finit également par le tuer.

### Épisode 4:Pendez le DJ
- France : 29 décembre 2017 sur Netflix

- Georgina Campbell (VF : Angélique Heller) : Amy
- Joe Cole (VF : Sébastien Mortamet) : Frank
- Gina Bramhill (VF : Emilie Charbonnier) : coach (voix)
- George Blagden (VF : Marc Wilhelm) : Lenny
- Gwyneth Keyworth (VF : Sophie Tavert) : Nicola

Dans un futur proche, à l’heure où les réseaux sociaux sont plus que jamais importants dans notre société, les modes de rencontres du partenaire idéal ont bien évolué. Frank et Amy se rencontrent ainsi dans un restaurant. Les deux jeunes, la trentaine, testent pour la première fois le service d’une société, « Le Système », qui est spécialisée dans les rencontres amoureuses. 
Tous deux ont reçu un appareil, un écran interactif qui leur permet de s’adresser à leur coach virtuel qui les guide : la subtilité de ce service est qu’il définit les partenaires que Frank et Amy doivent rencontrer. De plus, l’application évalue et définit un temps de relation qui ne peut être modifié. Pendant la période de relation, les partenaires vivent dans une maison fournie par le Système dans un immense domaine. 
Frank et Amy font donc connaissance et découvrent qu’ils vont rester ensemble 12 heures. Surpris, ils considèrent que cela est court. Après une nuit passée ensemble et un premier contact qui semble être intéressant, Frank et Amy se séparent à regret après que le compte à rebours de leur relation se soit arrêté. Les deux tourtereaux restent cependant sur une bonne impression et font part à leur coach de leurs ressentis. Le système explique que c’est sur la base de tous leurs échanges, interactions et émotions obtenues au travers de leurs rencontres, qu’il sera un jour en mesure de leur proposer le « Partenaire Ultime ». 
Frank et Amy reçoivent ensuite un nouveau partenaire par le service. Amy tombe sur un trentenaire, Lenny, plutôt séducteur. Leur relation doit durer 9 mois. Frank quant à lui, se voit proposer Nicola, une femme qui lui semble antipathique dès les premiers instants. Leur relation doit durer un an. Frank et Amy vont tous deux être déçus : elle ne supporte pas les tics et certains comportements de son nouveau partenaire, et lui voit que le contact ne passe simplement pas avec Nicola. 
Lors d’une soirée organisée par le Système pour célébrer l'appariement défini d'un couple par le Système, Frank et Amy se recroisent. Ils discutent et semblent passer un bon moment , se souvenant de leurs 12 premières heures. Les mois passent, Frank et Amy attendant impatiemment la fin de leur relation respective. 
C’est donc d’abord Amy qui, non contente de terminer sa relation avec Lenny, se voit proposer successivement des courtes relations sans lendemain, et sans accroche. Entre-temps, Frank finit sa triste relation d'un an avec Nicola, qui fut un désastre. 
Le système choisit de faire se revoir Frank et Amy. C’est donc enchanté et un peu surpris que le couple demande à leur coach si cela est bien juste, mais le Système confirme. Amy demande à Frank de ne pas regarder la durée de relation établie par le système, ses dernières courtes relations sans suite l’ayant un peu irritée, et qu’elle aimerait ne pas savoir, afin de garder le suspense. Frank accepte. C’est complice que le couple rentre dans leur maison après cette soirée de retrouvailles. 
La relation débute très bien, sur tous les plans. Amy semble découvrir que Frank lui plaît beaucoup. Quant à Frank, cela fait un moment qu’il l’a senti. Ensemble, ils s'interrogent sur le fonctionnement du Système, qui prétend un taux de réussite de 99,8% ; Amy pense que tout est aléatoire, mais Frank pense être dans une simulation subtilement programmée. Il se sent si bien avec Amy, que ne pas connaître la durée de leur relation commence à le démanger. Une nuit, alors qu'Amy dort, il craque et interroge sa tablette, qui lui indique 5 ans. Il esquisse un sourire, et semble satisfait. Mais soudain la tablette s’emballe et se recalibre sur une durée toujours plus courte, pour arriver finalement à 20 heures. Bouleversé, Frank retourne se coucher. Le lendemain, voyant au visage de Frank que quelque chose ne va pas, Amy l’interroge. Il lui avoue alors sa « trahison » et lui explique qu’il a regardé leur temps de relation. Furieuse, Amy semble déçue. Frank lui explique que c’est parce qu’il est attaché à elle qu’il a voulu savoir, provoquant la grande réduction du temps alloué. Amy s’en va, et Frank, dévasté, reste seul.
Amy et Frank enchaînent ensuite quelques courtes relations, jusqu'à ce que le coach d'Amy lui annonce avoir trouvé son Partenaire Ultime. Pensant immédiatement à Frank, Amy demande au système si elle connaît « L’élu » de son cœur. Répondant par la négative, le système explique à Amy qu’elle peut cependant choisir de dire au revoir à la personne de son choix avant de vivre le reste de ses jours avec le partenaire choisi par le système. Amy choisit alors de revoir Frank sans hésiter. Ils se retrouvent au restaurant des rencontres. Frank explique à Amy que lui aussi doit rencontrer son élue le lendemain. Mais tous deux s'avouent qu'ils veulent être ensemble. Amy réalise que Frank avait raison : en observant les ricochets qu'elle fait avec divers galets (toujours le même nombre de ricochets quelle que soit sa façon de lancer le caillou), elle a compris qu'ils sont dans une simulation. Ils décident de se rebeller et d’escalader le mur cernant le domaine pour sortir du programme, et parviennent à s’échapper.
Le domaine s'effondre alors en polygones. L'on découvre alors que les relations établies par le système sont des simulations de relation faites par l’intelligence artificielle de l’application ; cette dernière calcule un pourcentage de compatibilité en fonction des comportements différents de Frank et Amy dans chacune de leurs simulations. Ainsi, sur 1000 simulations, Frank et Amy ont décidé de s’enfuir 998 fois ensemble (d'où le 99,8% de taux de réussite), lorsque le Système leur attribue un autre partenaire ultime.
- Le titre original, Hang the DJ, est tiré des paroles de la chanson Panic du groupe The Smiths, qu'on entend en fond sonore lors de la rencontre réelle d'Amy et Frank.
- Charlie Brooker dit avoir été inspiré par le service de streaming musical Spotify pour l'application de rencontres dans cet épisode[1].
- Une partie du tournage aura eu lieu au Soho Farmhouse à Oxfordshire, un village de vacances repéré par le production designer Joel Collins lors d'une visite à titre personnel[1].

### Épisode 5:Tête de métal
- France : 29 décembre 2017 sur Netflix

- Maxine Peake (VF : Hélène Pierre) : Bella
- Jake Davies (VF : Thibaut Berton) : Clarke
- Clint Dyer (VF : Julien Dutel) : Anthony

Dans un futur apocalyptique, Bella, Tony et Clarke font route vers un entrepôt abandonné, en mission pour la sœur de Bella. Clarke reste à l'extérieur pour pirater un véhicule pendant que Bella et Tony entrent dans l’entrepôt à la recherche d'un carton spécifique censé apaiser la douleur d'un certain Jack. En trouvant le carton, Tony active involontairement un « chien », un robot quadrupède qui patrouille et tue tout humain qu'il repère. Il reçoit en plein visage un shrapnel de mini-balises émettrices, et Bella en reçoit une dans la cuisse. Tony est vite abattu, et Bella fuit sans le contenu du carton. Le chien commence à les poursuivre, d'abord Clarke dans le van piraté, qu'il finit par tuer, puis Bella, avec le van qu'il pirate à son tour. Bella parvient à lui échapper en amenant sa voiture au bord d'une falaise puis en laissant la voiture chuter avec le chien coincé à l'intérieur.
Bella sait qu'elle a peu de temps : à l'aide d'un couteau, elle extrait la balise qu'elle introduit dans une bouteille vide avant de la jeter dans un ruisseau, afin de lancer le chien sur une fausse piste. Elle remonte alors le courant, puis parle brièvement par talkie-walkie à ses contacts, les prévenant qu'elle ne reviendra peut-être pas. Le chien se libère de la voiture, arrachant une de ses pattes avant coincée dans le véhicule, et poursuit Bella en pistant les gouttes de sang qu'elle a semées. Bella se réfugie dans un arbre que le chien ne peut plus escalader. En profitant de la mise en veille du robot, Bella utilise des bonbons de sa poche pour réactiver ponctuellement le chien, vidant sa batterie au cours de la nuit et fuyant dès que l'occasion se présente. Elle rejoint ainsi un refuge semblant vide devant lequel se trouve une voiture. Elle s'introduit dans la maison en récupérant les clés à travers la boite aux lettres et entre ; dans la forêt, les batteries du chien se rechargent et le robot reprend sa traque.
Bella explore la grande demeure, trouvant les corps des deux propriétaires qui se sont suicidés. Elle met la main sur un fusil qu'elle recharge et commence à mieux soigner sa blessure quand le chien pénètre dans le bâtiment. Elle parvient à piéger le chien en jetant de la peinture sur ses capteurs visuels et retourne à la voiture, mais le réservoir est vide et la radio commence à émettre Golden Brown de The Stranglers assez fort pour que le chien l'entende. Incapable de voir sa cible, le chien est finalement détruit à tir de fusil par Bella, mais avant sa désactivation, il tire un shrapnel de balises qui touche Bella de plein fouet. Dans la salle de bains de la maison, Bella voit plusieurs balises plantées dans son visage et son cou, dont une près de sa veine jugulaire. Elle se résout à appeler son contact par talkie-walkie, ignorant si ses adieux seront entendus. Alors que d'autres chiens se dirigent vers la demeure, la caméra s'éloigne de Bella qui, faisant face au miroir, cherche de quelle manière elle va appliquer la lame de son couteau sur sa gorge.

### Épisode 6:Black Museum
- France : 29 décembre 2017 sur Netflix

- Douglas Hodge (VF : Yvan Gouillon) : Rolo Haynes
- Letitia Wright (VF : Emilie Charbonnier) : Nish Leigh
- Daniel Lapaine (VF : Michaël Maïnö) : Dr Peter Dawson
- Aldis Hodge (VF : Hyppo Audouy) : Jack
- Alexandra Roach (VF : Emmannuelle Lambrey) : Carrie Lamasse
- Babs Olusanmokun (VF : Julien Dutel) : Clayton Leigh
- Emily Vere Nicoll (VF : Elise Gamet) : Madge
- Yasha Jackson (VF : Maëva Peillon) : Emily
- Amanda Warren : Angelica

Après une longue conduite sur une autoroute dans le désert, Nish s'arrête à une station service pour recharger électriquement son véhicule. Pour passer le temps, elle s'aventure dans un musée tout proche nommé le "Black Museum", abritant des artefacts de crimes passés liés à la technologie (on retrouve la tablette ArkAngel, le convertisseur biométrique d'ADN vu dans USS Callister, un drone insecte autonome de l'épisode Haine virtuelle, la baignoire ensanglantée vue dans Crocodile,  des lits superposés de l’épisode Tuer sans état d'âme, la cagoule vue dans La Chasse ou un diorama du corps pendu de Carlton Bloom, l'antagoniste du pilote de la série), et fait la rencontre du propriétaire des lieux, Rolo Haynes. Ce dernier propose de visiter les lieux à Nish, sa seule visiteuse, malgré la climatisation en panne, tout en lui racontant les histoires derrière certains des objets exposés, montrées en flashback durant l'épisode.
Dans le passé, Haynes était un spécialiste de la neurotechnologie, travaillant comme recruteur au CHU San Juniper (un clin d'œil au titre de l'épisode 4 de la saison 3) de New York. San Juniper fonctionne comme un établissement mixte avec un laboratoire de recherche dernier cri en haut de l'immeuble et un service d'urgence pour les plus démunis au niveau de la rue. Un jour, Rolo parvient à convaincre un jeune docteur, Peter Dawson, de se faire greffer un implant neuronal derrière l'oreille afin de ressentir la douleur de ses patients (transmise via un casque sensoriel) et ainsi mieux les soigner. Avec le temps, les diagnostics du docteur devinrent plus précis, vu qu'il était capable de reconnaître un grand nombre de maladies par une identification précise des symptômes. Dawson utilisait également le combo casque/implant avec sa partenaire Madge (elle aussi employée de San Juniper) pour doubler les sensations orgasmiques. Mais un jour, le sénateur Whitley fut amené dans un état critique à l'hôpital après avoir fait un malaise lors d'un dîner de charité. Alors que Dawson peinait à diagnostiquer la cause de l'intense douleur de son patient, il continua d'utiliser son implant alors que le sénateur était en train de mourir, et perdit connaissance plusieurs minutes. Le sénateur était mort d'empoisonnement, et les décharges émotionnelles vécues par le docteur l'avaient changé, transformant toutes ses sensations de douleur en plaisir intense. Ne parvenant plus à se stimuler par des expériences BDSM avec sa partenaire, il continua d'utiliser la douleur de ses patients comme source de plaisir, mais fut mis à pied quand il a commencé à laisser ses patients dans un état critique pour en tirer sa jouissance. Devenu accro à la douleur, il commença à s'automutiler gravement, sans pour autant se tuer. Mais ayant compris qu'il lui fallait éprouver de la peur en sus de la douleur (pour une stimulation optimale de son amygdale), Dawson agressa un SDF avec un taser avant de lui faire enfiler le casque sensoriel et de le trépaner au moyen d'une perceuse électrique sans fil. Arrêté en plein état d'excitation sexuelle par des policiers qui passaient par là, il est interné de force dans un hôpital psychiatrique où il demeure encore dans un état comateux, un sourire béat dessiné sur les lèvres.
Dans le présent, Nish offre une bouteille d'eau à Haynes qui souffre de la chaleur des lieux. Ils reprennent la visite, et Haynes raconte la tragique histoire liée à une peluche de singe, exposée dans une vitrine.
Dans le passé, Haynes avait convaincu un homme appelé Jack de transférer dans son cerveau la conscience de sa femme Carrie, tombée dans le coma après avoir été fauchée par une camionnette lors d'une sortie en famille. Carrie avait commencé par adorer retrouver des sensations corporelles par procuration, surtout en faisant des câlins à son fils Parker, mais très vite, le partage de conscience se révéla destructeur pour leur couple, vu que Jack n'avait plus aucune intimité, et Carrie n'avait aucune ingérence dans le monde réel. Haynes proposa alors à Jack de contrôler ses pensées en mettant la conscience de sa femme en "pause" via une application sur smartphone. Après plusieurs mois de partage intermittents, Jack fit la rencontre d'Emily, une voisine, et les deux commencèrent une relation, au grand désarroi de Carrie. La situation devenant intenable, Emily propose à Jack de transférer la conscience de Carrie dans une peluche de singe qu'ils offriraient à Parker, afin qu'elle soit toujours près de son fils. Malheureusement, le jouet ne pouvait exprimer que deux émotions. Carrie tenta bien d'exprimer sa fureur, mais Emily la menaça de suppression totale si elle ne se tenait pas tranquille. Au bout d'un moment, le petit Parker finit par se lasser de sa peluche et l'abandonna, Carrie toujours piégée à l'intérieur... De retour au présent, Haynes confit à Nish que, deux ans auparavant, les Nations Unies ont déclaré illégal le téléchargement de l'esprit sur des formats limités (ne pouvant pas exprimer au moins cinq émotions) tels que le singe de Carrie. À la suite de protestations de l'Union des libertés civiles, Rolo est viré de son travail à l'hopital sans percevoir la moindre prime de licenciement, ce qui l'a conduit à monter le Black Museum pour gagner sa vie. Au cours de la conversation, il révèle également que la copie de la conscience de Carrie est toujours piégée à l'intérieur de la peluche, vu que la supprimer est également devenu interdit.
Les deux se dirigent vers le "clou de l'exposition" : une lugubre projection holographique de Clayton Leigh, un prisonnier condamné à la peine de mort pour le meurtre de la présentatrice météo Denise Stockley. Haynes, qui aurait pu innocenter Leigh de ce crime ignominieux via des preuves forensiques, avait préféré le manipuler pour le convaincre de céder l'intégralité de ses droits à une future copie numérique de sa conscience, alors qu'il attendait une éventuelle grâce dans le couloir de la mort. Après son exécution sur la chaise électrique, la conscience de Clayton fut transférée en hologramme dans le musée de Haynes. Clayton y est depuis utilisé pour simuler l'exécution par électrocution, alors que les visiteurs peuvent, en baissant un levier, faire souffrir l'hologramme pendant une dizaine de secondes (au delà de quinze secondes, les synapses numériques sont effacés et la copie numérique est définitivement perdue). Ils peuvent également repartir avec un porte-clés souvenir contenant une autre copie numérique de la conscience de Clayton, agonisant encore et encore.